# Phyllostachys guizhouensis
Phyllostachys guizhouensis är en gräsart som beskrevs av Chi Son Chao och J.Q.Zhang. Phyllostachys guizhouensis ingår i släktet Phyllostachys, och familjen gräs. Inga underarter finns listade i Catalogue of Life.
Arten har fått sitt namn efter den kinesiska provinsen Guizhou.